# La Croisade des enfants (téléfilm)
Pour les articles homonymes, voir Croisade des enfants (homonymie).
 (avril 2025).
Si vous disposez d'ouvrages ou d'articles de référence ou si vous connaissez des sites web de qualité traitant du thème abordé ici, merci de compléter l'article en donnant les références utiles à sa vérifiabilité et en les liant à la section « Notes et références ».
Pour plus de détails, voir Fiche technique et Distribution.
La Croisade des enfants est un téléfilm français en deux parties réalisé par Serge Moati en 1988.

## Synopsis
Au Moyen Âge, l'histoire mouvementée de foule et de foi, qui se sont développés face aux invasions des Maures, afin de délivrer le Saint-Sépulcre. Étienne, un jeune berger de Dunois, rassemble trente-mille enfants sur le chemin de Jérusalem.

## Fiche technique
- Titre : La Croisade des enfants
- Réalisation : Serge Moati

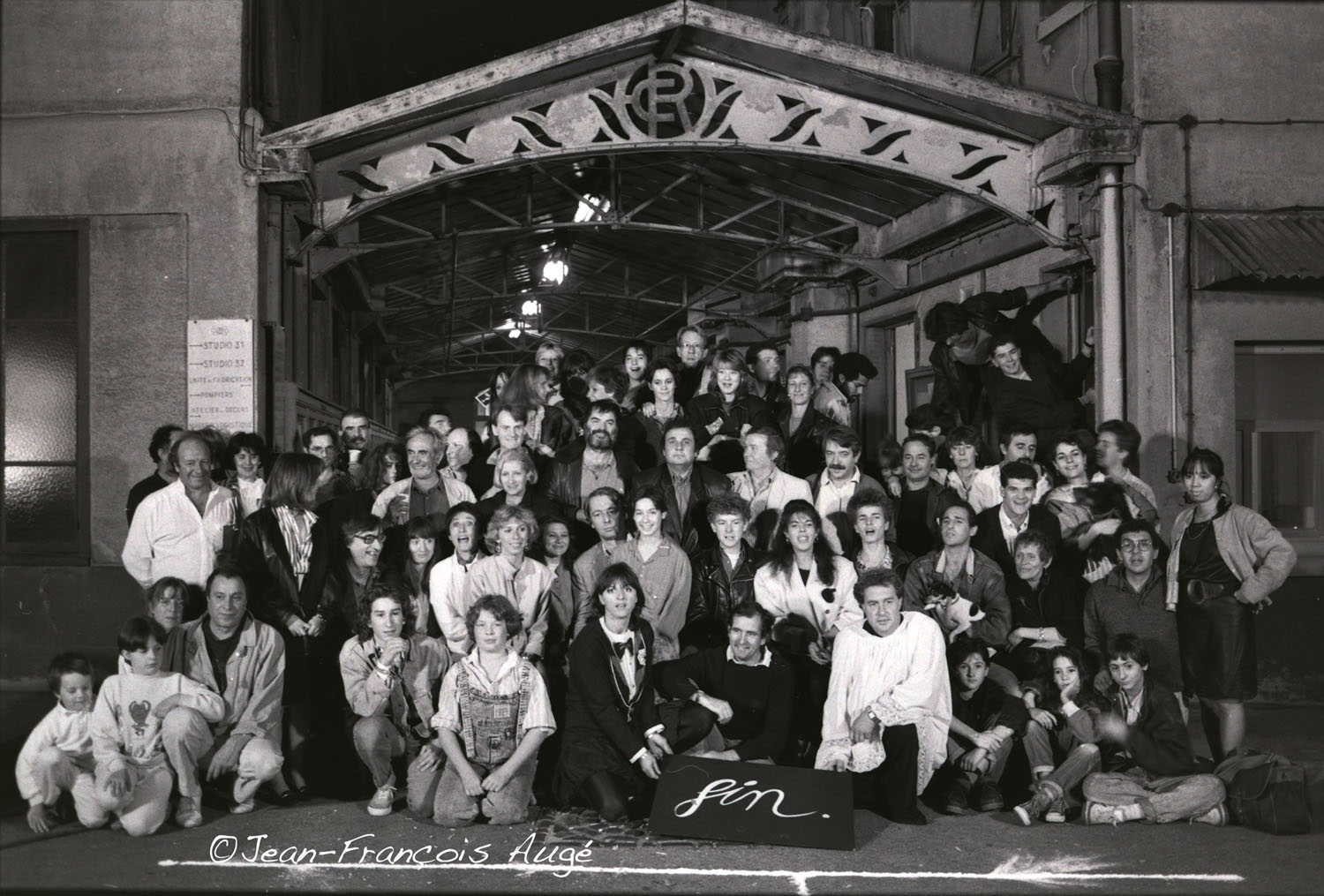
Fin du tournage

- Scénario : Bernard Thomas et Serge Moati
- Musique : Pierre Jansen
- Orchestre : Le Berry Hayward Consort
- Chœurs : La Maîtrise de Sainte-Croix de Neuilly - The Paris Boys Choir
- Durée : 2 x 90 minutes
- Date de diffusion : 7 et 14 avril 1988 sur FR3
- Tournage : Le Grau-du-Roi (Plage de l'Espiguette), Gard.

## Distribution
- Simon Duprez : Étienne
- Marie Fugain : Isegault
- Cédric Dumond : Mathieu
- Hervé Rey : Noirot
- Thierry Magnier : Éric
- Arnaud Lienard : Boulu
- Jean-Claude Drouot : Raoul
- Jean-Pierre Bisson : Sire Hugues
- Pierre-Loup Rajot : le curé de Cloyes
- Yves Beneyton : Guliard
- Robert Hossein : Philippe-Auguste
- Dani : une prostituée
- Pierre Forget : Payen Thousel
- Michelle Goddet : Auviette
- Lucky Blondo : le père Rougeaud
- Stéphanie -Tchou-Cotta : Benezette